# Eduard Kaiser (Politiker)

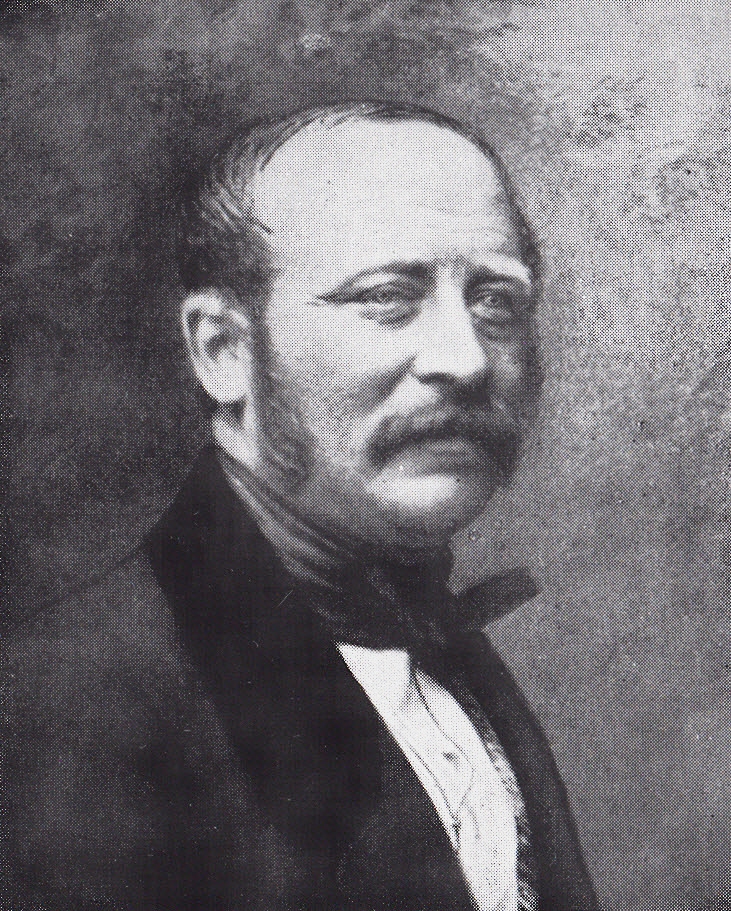
Eduard Kaiser um 1865

Eduard Kaiser (* 19. Januar 1813 in Weisweil; † 16. Juni 1903 in Lörrach) war ein deutscher Arzt und Abgeordneter der Zweiten Kammer der Badischen Ständeversammlung, dessen Memoiren insbesondere für die Zeit der Badischen Revolution von zeitgeschichtlichem Interesse sind.

## Familie
Kaiser war ein Sohn des Landchirurgen Johann Friedrich Kaiser († 1846) und dessen Ehefrau Frederike geb. Autenrieth († 1854).
Kaiser heiratete 1837 Albertine Irion († 1851), mit der er folgende Kinder hatte:
- Albertine (1838–1935) ⚭ Karl Ranzenberger (1830–1909)
- NN (1839–1839)
- Eduard Albert (1841–1844)
- Maria (1845–1847)

Der Historien- und Schlachtenmaler Friedrich Kaiser war ein jüngerer Bruder von Eduard Kaiser.

## Leben

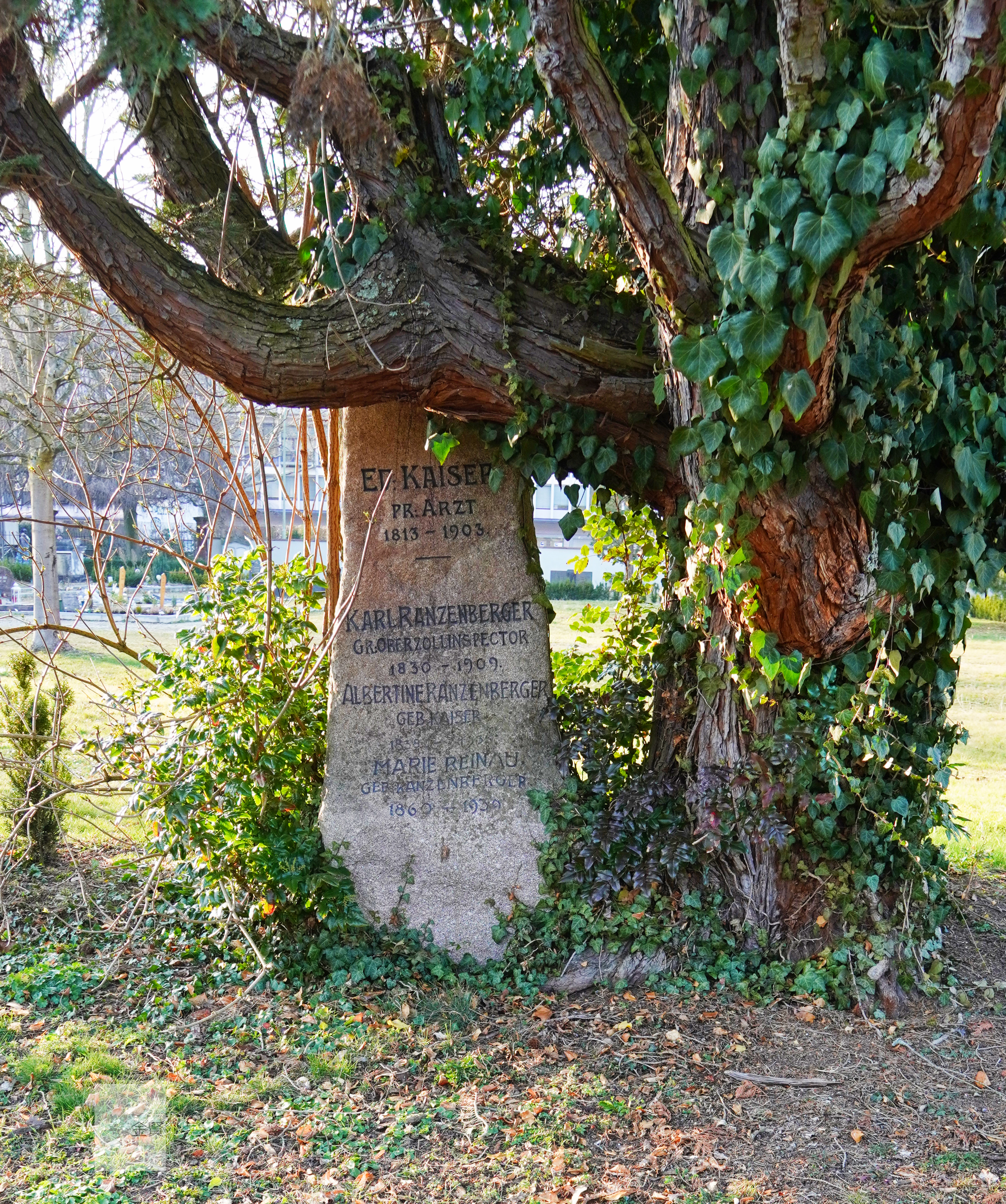
Familiengrab Kaiser auf dem Hauptfriedhof Lörrach

Der Vater wurde 1814 von der großherzoglichen Verwaltung als Landchirurg nach Lörrach berufen, wo Kaiser aufwuchs und die Volksschule, sowie ab 1821 das Pädagogium besuchte.
Kaiser begann bereits 1828 ein Studium der Medizin an der Albert-Ludwigs-Universität Freiburg. Während seines Studiums wurde er 1830 Mitglied des Corps Allemannia Freiburg und 1832 der Freiburger Burschenschaft Germania. In Freiburg verkehrte er auch im Haus von Karl von Rotteck. 1833 legte er in Karlsruhe die Staatsprüfung ab und ging 1834 für ein halbes Jahr zur Weiterbildung nach Paris, wo er mit Empfehlung Rottecks auch La Fayette besuchte. Nach seiner Rückkehr ließ er sich als praktischer Arzt in Lörrach nieder. In den Jahren vor und während der Badischen Revolution wurde er von konservativer wie von revolutionärer Seite aufgrund seiner unabhängigen Geisteshaltung angefeindet. In einem bekannten Ölgemälde seines Bruders Friedrich Kaiser zum Einzug der Freischaren in Lörrach am 20. April 1848 ist Eduard Kaiser als eine der Schlüsselfiguren dargestellt. 1850 wurde er für die Sessionen des 14. ordentlichen Landtags Abgeordneter der Zweiten Kammer der Badischen Ständeversammlung im Wahlbezirk des Amtes Lörrach (A9). Er trat zur nächsten Wahl nicht mehr an, blieb aber der Politik durch seine persönliche Beziehung zu Karl Mathy verbunden. 1860 freundete er sich im Lörracher Gasthaus zum Hirschen mit dem Basler Kulturhistoriker Jacob Burckhardt und dem Oberamtmann Friedrich von Preen an, mit denen er sich seither regelmäßig über Politik, Geschichte und Kunst austauschte.

### Veröffentlichung der Lebenserinnerungen
Kaiser schrieb auf Drängen seines Freundes Franz von Roggenbach Mitte der 1870er-Jahre seine Memoiren und übergab diesem seine Aufzeichnungen. Roggenbach gab 1907 kurz vor seinem Tode das Manuskript Albertine Ranzenberger, der Tochter von Eduard Kaiser. Diese ließ die Aufzeichnungen 1910 im Lörracher Verlag Gutsch unter dem Titel Aus alten Tagen – Lebenserinnerungen eines Markgräflers 1815–1875. erstmals veröffentlichen. Das Manuskript wurde dabei nur um einige Fußnoten ergänzt. 1981 erschien im Verlag Friedrich Resin in Weil am Rhein ein Nachdruck in Frakturschrift, der um ein umfangreiches Personenverzeichnis und Abbildungen erweitert wurde. 1994 erschien nochmals eine Neuauflage des Reprints im Verlag Resin in Antiquaschrift.
Nachfolgend die Ausgaben der Memoiren:
- Verlag C.R. Gutsch, Lörrach 1910
- Reprint Resin, Weil am Rhein 1981. ISBN 3-923066-07-4
- Reprint Resin, Binzen 1994. ISBN 3-923066-39-2[5]

### Die Sammlung der Zeitungsartikel
Kaiser legte in den Jahren 1840 bis 1870 zwei Alben mit Zeitungsartikeln an, die deren Verfasser er war bzw. in denen er erwähnt wird. Siegfried Bühler publizierte diese Artikelsammlung 1997 und ergänzte sie um Berichte zur Badischen Revolution von Hecker, Mögling, Schanzlin u. a. Die ausgeschnittenen Zeitungsartikel enthalten meist keinen Hinweis auf die Zeitung in der sie veröffentlicht wurden, können aber teilweise z. B. der Karlsruher Zeitung zugeordnet werden.

## Ehrungen
In Lörrach ist die Eduard-Kaiser Straße in Lörrach-Stetten nach ihm benannt.